# Нефелиновый сиенит

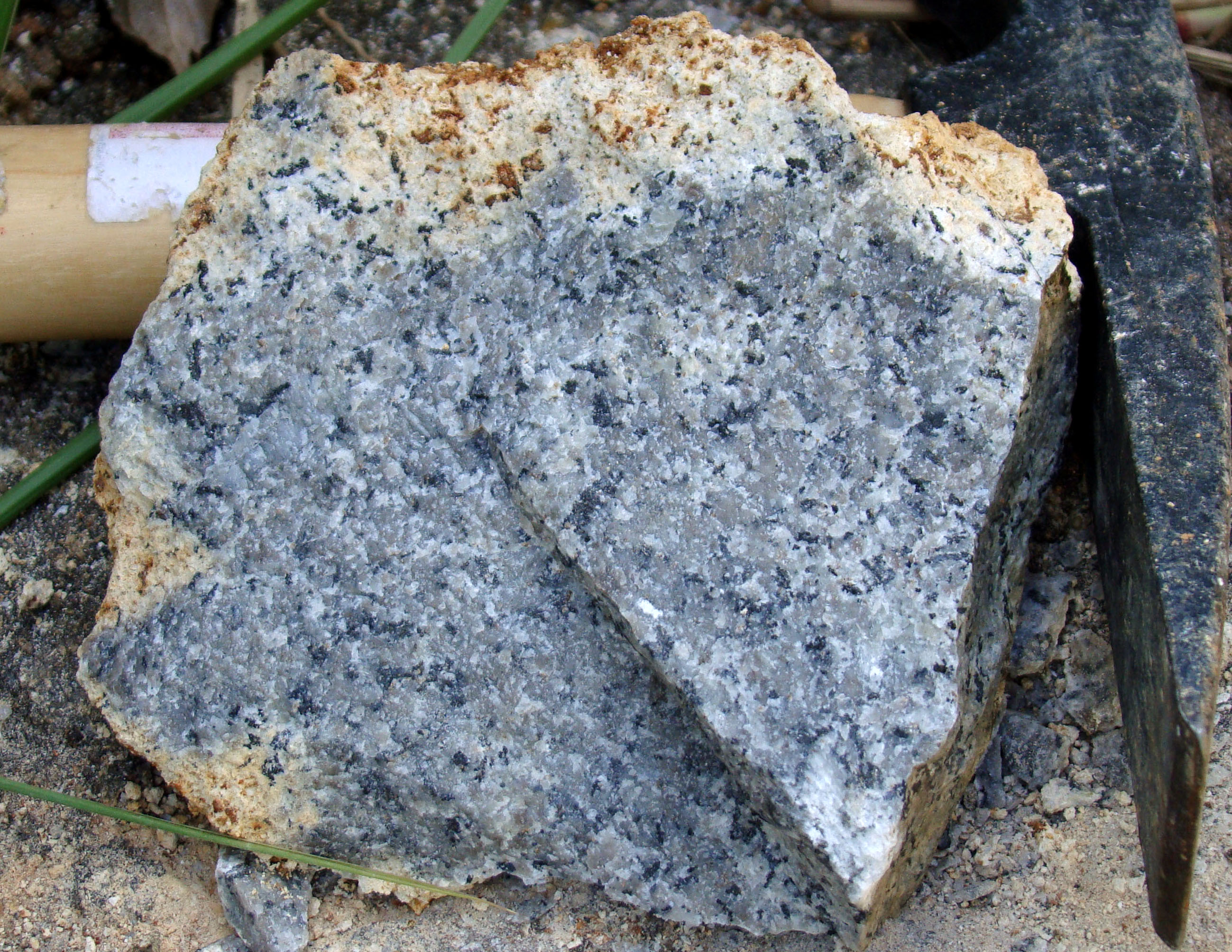
Нефелиновый сиенит (Бразилия)

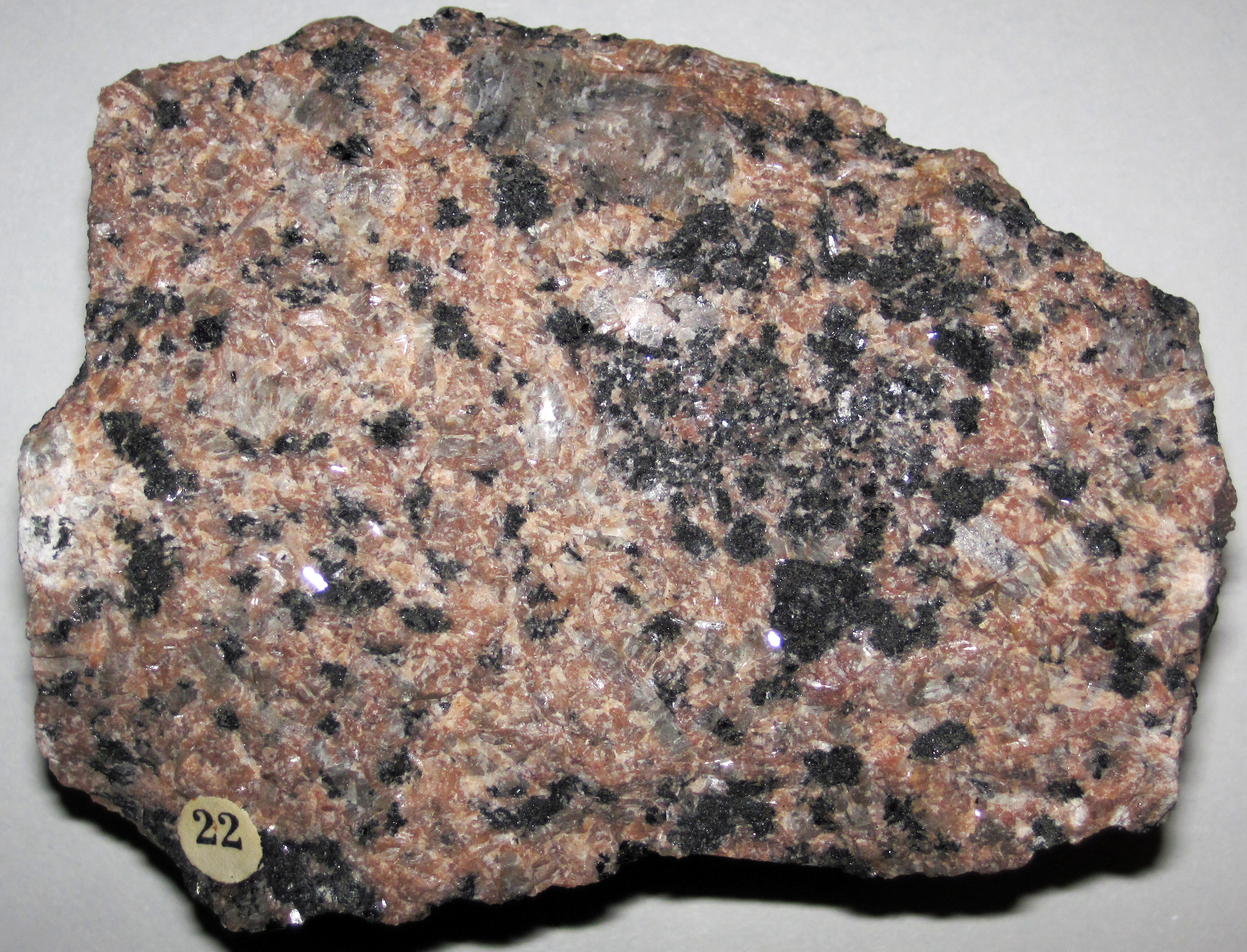
Нефелиновый сиенит (США)

Нефелиновый сиенит — полнокристаллическая магматическая плутоническая порода, состоящая в основном из нефелина, щелочного полевого шпата и небольшого количества (10-15 %) цветных минералов — биотита, щелочного пироксена и амфибола. Породы в основном имеют слабую окраску (серую или розовую) и по общему виду не отличаются от гранитов, но известны и тёмно-зелёные разновидности. Фонолит — тонкозернистый экструзивный эквивалент.
С массивами нефелиновых сиенитов связаны месторождения полезных ископаемых: апатитов (Хибинский массив), графита (Саяны), криолита (в Гренландии) и ряда редких элементов (ниобия, циркония, редкоземельных элементов, тория). Нефелиновые сиениты с малым количеством цветных минералов — лучшее сырье для стеклянной и керамической промышленности, служат наполнителями для строительных смесей.

## Петрология
Нефелиновые сиениты являются недонасыщенным кремнезёмом, а некоторые из них — слабощелочными. Нефелин — это полевой шпат, минерал твердого раствора, который не сосуществует с кварцем; скорее, нефелин реагирует с кварцем, образуя щелочной полевой шпат.
От сиенитов они отличаются не только наличием нефелина, но и многими другими минералами, богатыми щелочами, редкоземельными и другими несочетаемыми элементами. В нефелиновых сиенитах преобладает щелочной полевой шпат, обычно представленный ортоклазом и растворенным пластинчатым альбитом, образующим пертит. В некоторых породах преобладает калиевый, в других — натриевый полевой шпат. Свежий прозрачный микроклин очень характерен для некоторых типов нефелиновых сиенитов.
Содалит, бесцветный и прозрачный в тонком срезе, но часто бледно-голубой в обработанных образцах, — главный полевошпатовый минерал в дополнение к нефелину. В этих породах также встречается красновато-коричневый или чёрный энигматит. Крайне богатый железом оливин встречается редко, но присутствует в некоторых нефелиновых сиенитах. Другие минералы, встречающиеся в незначительных количествах, включают богатый натрием пироксен, биотит, титанит, оксиды железа, апатит, флюорит, меланитовый гранат и циркон. Канкринит встречается в нескольких нефелин-сиенитах. Из нефелиновых сиенитов и пересекающих их пегматитовых жил известно большое количество интересных и редких минералов.
Макроскопические аспекты нефелинового сиенита сходны с таковыми гранита. Принципиальным отличием является наличие нефелина и отсутствие кварца. Содержание биотита обычно невелико, а основными мафическими минералами являются клинопироксен и амфибол. Макроскопический цвет — серый, немного темнее гранита. Очень редко встречается высокосортная метаморфическая порода, происходящая из нефелинового сиенита, которая характеризуется гнейсовой текстурой. Её называют нефелиновым сиенитовым гнейсом или литчфилдитом. Пример такой породы найден в деревне Канаа, штат Рио-де-Жанейро, Бразилия.

## Текстура
Порода полнокристаллическая, обычно эквигранулярная, равнонаправленная и крупнозернистая с размером зерен от 2 мм до 5 мм. В редких случаях в породе встречаются вкрапленники щелочного полевого шпата размером от 2 см до 5 см в длину и от 5 мм до 2 см в толщину. Вкрапленники демонстрируют ориентацию и в конечном итоге проявляют кумулятивную текстуру.

## Происхождение
Ненасыщенные кремнеземом магматические породы обычно образуются при низкой температуре частичного плавления в мантии Земли. В районах источников диоксид углерода может преобладать над водой. Магмы таких пород образуются в самых разных условиях, включая континентальные рифты, океанические острова. Нефелиновые сиениты и фонолиты могут быть получены путем фракционирования кристаллов из более слабых расплавов мантийного происхождения, не насыщенных кремнеземом, или как частичные расплавы таких пород. Игнезиальные породы с нефелином в нормативной минералогии обычно ассоциируют с другими необычными магматическими породами, такими как карбонатиты.

## Химический состав
Нефелин-сиениты чрезвычайно богаты щелочами и глиноземом (отсюда обилие фельшпатоидов и щелочных полевых шпатов), кремнезем содержится в количестве от 50 до 56 %, а известь, магнезия и железо никогда не присутствуют в большом количестве, хотя и несколько более вариативны в сравнении с другими компонентами. Ниже приводится среднемировой список основных элементов в нефелиновом сиените, составленный Баркером (1983), выраженный в весовых процентах оксидов.
Нефелиновый сиенит характеризуется высоким соотношением (Na2O+K2O)/SiO2 и (Na2O+K2O)/Al2O3, которые представлены соответственно существованием нефелина и щелочных мафических минералов. Поэтому в геохимическом отношении она классифицируется как щелочная порода: имеет низкое содержание Fe и Mg, в общей сложности около 3 % (масс), и в этом смысле она классифицируется как фельзитовая порода. Однако содержание SiO2 не так велико — от 53 до 62 массовых процентов, что эквивалентно андезиту и диориту. В этом смысле он соответствует промежуточной породе. Легкие редкоземельные элементы представлены в высокой концентрации, что указывает на высокую степень дифференциации магмы.
- SiO2: 54,99 %
- TiO2: 0,60 %
- Al2O3: 20,96 %
- Fe2O3: 2,25 %
- FeO: 2,05 %
- MnO: 0,15 %
- MgO: 0,77 %
- CaO: 2,31 %
- Na2O: 8,23 %
- K2O: 5,58 %
- H2O: 1,47 %
- P2O5: 0,13 %

Нормативная минералогия этого среднего состава содержит около 22 % нефелина и 66 % полевого шпата.

## Применение
В промышленности нефелиновый сиенит используется для производства огнеупоров, стекла, керамики, а также в качестве пигментов и наполнителей. В этих случаях его измельчают и тщательно отделяют тёмные минералы, оставляя смесь, состоящую в основном из полевого шпата и нефелина. Эта смесь содержит больше различных щелочных элементов и алюминия и, как правило, меньше железа и кремнезема, чем полевые шпаты из пегматитов, что делает её хорошим сырьем. В 1994 году добыча нефелинового сиенита в Канаде и Норвегии, крупнейших странах-производителях, составила 600 000 тонн и 330 000 тонн соответственно.
Требования к нефелиновому сиениту как к сырью для производителей стекла включают:
- Al2O3 >23 %; >14 % Na2O + K2O; Fe2O3 <0,1 %,
- Отсутствие тугоплавких минералов.
- Помол обычно −40 до +200 меш.

Типичный минералогический и химический анализ нефелинового сиенита керамического качества:
| Страна                     | Норвегия |
| Производитель              | Sibelco  |
| Альбит, %                  | 11       |
| Микроклин, %               | 48.5     |
| Анальцим, %                | 0.6      |
| Нефелин, %                 | 39.8     |
| SiO2, %                    | 55.7     |
| Al2O3, %                   | 24.5     |
| Fe2O3, %                   | 0.1      |
| TiO2, %                    | -        |
| CaO, %                     | 1.1      |
| MgO, %                     | -        |
| K2O, %                     | 8.8      |
| Na2O, %                    | 8.2      |
| LOI (потери при обжиге), % | -        |

## Крупные месторождения нефелинового сиенита

### Канада
В середине 1930-х годов начали разрабатывать массив нефелиновых сиенитов Блю Маунтин (Blue Mountain) в Канаде. Этому способствовали значительные масштабы, расположение месторождения в экономически развитом районе, большие запасы руды и возможность вести её разработку открытым способом. На месторождении, разрабатываемом сегодня компанией Unimin Canada Ltd, работают две обогатительные фабрики мощностью 400 и 600 т/сутки по руде.

### Норвегия
Несколько позже началось промышленное освоение нефелиновых сиенитов в Норвегии. Месторождения нефелиновых сиенитов, находящиеся за Полярным кругом на островах Сгьерньо, Серьо и Сейланн, изучены и описаны в работах Гейера (Heier, 1961, 1964) и Апплайерда (Appleyard, 1974). Нефелиновые сиениты состоят из пертитизированного калиевого шпата (50 %), нефелина (38 %), биотита (2,5 %), роговой обманки (4 %), кальцита (3 %), ильменита (1 %) и магнетита (1,5 %). Породы массива вмещают также канадитовые и личфельдитовые пегматиты, сиениты. Последние иногда вмещают корунд, шонкинит, карбонатиты. Месторождение на острове Сгьерньо, которое разрабатывается компанией North Cape Minerals AS, имеет длину 1,8 км и ширину 250 м залежи имеют форму штока и прорывают гнейсы основного состава. Месторождение вскрыто по вертикали на 500 м. Его Южный контакт находится на высоте 200 м, а Северный — 700 м над уровнем моря. На месторождении выделяют две разновидности нефелиновых сиенитов: биотитовые и нефелиновые сиениты с диопсид-геденбергитом и роговой обманкой. В нефелиновых сиенах обычно присутствуют примеси кальцита, апатита и сфена. По химическому составу нефелиновые сиениты месторождения Сгьерньо схожи с нефелиновыми сиенитами месторождения Блю Маунтин. Производство товарного концентрата в 2015 году составило около 400 тыс. т.
Концентрат крупностью −0,6 мм используют для производства стеклоизделий. Измельченный до −0,074 мм концентрат применяется в керамической промышленности для производства санитарного фарфора, фаянса, керамической плитки, а также поливы и эмалей.

### Россия
В России районом Вишневогорского месторождения нефелиновых сиенитов (Урал) заинтересовались ещё в 1925 году. В результате проведенных поисковых работ в пределах Вишневогорского щелочного массива в содержащих породах найдено более двух десятков полезных ископаемых: полевой шпат и нефелин, вермикулит, графит, мрамор, корунд, золото, титан, ниобий, цирконий, гафний, уран, торий и другие. Геологическая разведка по поиску циркона и пирохлора проведена в 1937-39 гг., в результате которой было обнаружено около 30 пирохлорсодержащих пегматитовых тел. Во время Второй мировой войны на месторождении была построена обогатительная фабрика для выпуска цирконового концентрата. В послевоенные годы фабрику реконструировали и перепрофилировали на выпуск пирохлорового концентрата. В 1990-е годы ОАО «Вишневогорский ГОК» полностью перешел на производство нефелин-полевошпатового концентрата. На сегодня предприятие производит до 650 тыс. т концентрата в год.

### Другие страны
Нефелиновые сиениты и фонолиты встречаются, например, в Бразилии, Канаде, Камеруне, Китае, Гренландии, Италии, Норвегии, Пиренеях, Швеции, Трансваальском регионе, в магматическом комплексе Магнет Коув в Арканзасе, в горах щелочной провинции Центральной Монтаны, а также на океанических островах.
Особенно много фонолитовых лав образовалось в Восточно-Африканском рифте, и их объём может превышать объём всех остальных фонолитовых месторождений вместе взятых, о чём свидетельствует Баркер (1983).
Породы этого класса также встречаются в Бразилии (Сьерра-де-Тингуа), содержащие содалит и часто много авгита, в западной Сахаре и на островах Зелёного Мыса; также в Зварте-Коппис в Трансваале, на Мадагаскаре, в Сан-Паулу в Бразилии, на перевале Пайсано в Западном Техасе, США, и в Монреале, Квебек, Канада. Порода из Салема, штат Массачусетс, США, представляет собой слюду-фойяит, богатую альбитом и эгирином: она сопровождает гранит и эссексит. Литчфилдит — ещё один хорошо выраженный тип нефелин-сиенита, в котором альбит является доминирующим полевым шпатом. Он назван в честь города Литчфилд, штат Мэн, США, где встречается в виде разрозненных блоков. Для этой породы характерны биотит, канкринит и содалит. Похожий нефелин-сиенит известен из округа Гастингс, Онтарио, и содержит почти не ортоклаз, а только альбитовый полевой шпат. Весьма распространен нефелин, а также канкринит, содалит, скаполит, кальцит, биотит и горнбленд. От вышеописанных пород луяуриты отличаются темным цветом, который обусловлен обилием таких минералов, как авгит, эгирин, арфведсонит и другие виды амфибола. Типичные примеры известны у Луяура на Белом море, где они встречаются с умптекитами и другими весьма своеобразными породами. Другие местонахождения этой группы — Юлианехааб в Гренландии с содалитом-сиенитом; на окраинах они содержат псевдоморфы лейцита. Луяуриты часто имеют параллельно-полосчатую или гнейсовую структуру. Содалит-сиениты, в которых содалит в значительной степени или полностью занимает место нефелина, встречаются в Гренландии, где они содержат также микроклин-пертит, эгирин, арфведсонит и эвдиалит.
Канкринитовый сиенит с большим содержанием канкринита обнаружен в Далекарлии, Швеция, и в Финляндии. Уртит из Луяур-Урта на Белом море состоит в основном из нефелина, эгирина и апатита, но без полевого шпата. Якупирангит (из Якупиранги в Бразилии) — это черноватая порода, состоящая из титаноносного авгита, магнетита, ильменита, перовскита и нефелина со вторичным биотитом.